# 多摩市立永山小学校
多摩市立永山小学校（たましりつ ながやましょうがっこう）は東京都多摩市永山2丁目にある公立小学校。

## 沿革
- 1996年（平成8年）
  - 4月1日 - 北永山小学校と東永山小学校の統廃合により、本校開校。
  - 5月2日 - この日を開校記念日と定める。

## 教育目標
- 学び合い・心豊かに・たくましく

## 通学区域
出典
- 貝取1丁目（14番地～25番地）
- 大字乞田（1240番地、1245番地～1254番地、1281番地～1296番地、1328番地、1334番地～1341番地、1360番地～1362番地、1425番地～1429番地）
- 永山1丁目（全域）
- 永山2丁目（全域）
- 永山3丁目（1番地～3番地、5番地～10番地、13番地～22番地、27番地～31番地）

## 進学先中学校
出典
公立中学校に進学する場合
- 多摩市立多摩永山中学校

## 周辺
- 永山第一公園
- 社会福祉法人多摩福祉会こぐま保育園 - 公立小学校に進学する場合の進学前保育園のひとつ
- 永山第二公園
- 永山北公園
- 学校法人錦秋学園錦秋保育園 - 公立小学校に進学する場合の進学前保育園のひとつ
- 南多摩保健所
- 多摩市立多摩永山中学校 - 公立中学校に進学する場合の進学先中学校
- セブン&アイ・ホールディングス多摩研修センター
- 多摩市立永山図書館

## 交通アクセス
- 京王電鉄相模原線京王永山駅・小田急電鉄多摩線小田急永山駅下車後、徒歩5分。
- 京王バス永53で、「永山3丁目」又は「こぐま保育園前」バス停下車後、徒歩。